# PGA Tour Golf III
PGA Tour Golf III est un jeu vidéo de golf sorti en 1994 et fonctionne sur Mega Drive. Le jeu a été développé et édité par EA Sports.